# 施之皓
施之皓（1959年9月26日—），上海人，中国前乒乓球运动员、世界冠军，现任国际乒联副主席。
施之皓是右手直拍两面近台快攻型选手，1973年进入八一体工大队练习乒乓球，1977年入国家队，随队获得了1981年前南斯拉夫诺维萨德世乒赛的团体冠军，1983年从国家队退役，前往德国打球。
1990年代施之皓返回中国，就任中国乒乓球国家队教练，曾是王励勤等人的主管教练。2005年，施之皓竞聘成为中国女队主教练，2012年卸任，其后到中国乒乓球学院担任院长。2013年5月15日，能说流利德语与英语的施之皓高票当选为国际乒联副主席，主要负责中国以外所有国家和地区协会的乒乓球发展教育工作以及乒乓球博物馆迁址工作。

## 主要成绩
- 1980年亚锦赛，男单、男团冠军，男双亚军；
- 1981第36届世乒赛男团冠军，男单八强；
- 1982年世界杯乒乓球赛男单第四名；
- 2003年：出任中国国家乒乓球队女队主教练；
- 2004年：率领中国女子乒乓球队获得第47届世乒赛女子团体冠军;
- 2008年：率领中国女子乒乓球队（王楠、张怡宁、郭跃）获得第29届奥运会团体冠军。
- 2012年：率领中国女子乒乓球队（丁宁、李曉霞、郭跃）获得第30届奥运会团体冠军。

## 婚姻
施之皓曾与中国著名女子乒乓球运动员曹燕华结婚，后离异。2010年，施之皓与前中国乒乓球女队成员李楠结婚。